# Isosaari (ö i Finland, Norra Savolax, Inre Savolax)
Isosaari är en ö i Finland. Den ligger i sjön Iso-Tervanen och i kommunen Suonenjoki genom att gränsen till Pieksämäki kröker runt den. Den ligger således i landskapet  Norra Savolax vid gränsen till Södra Savolax, i den centrala delen av landet, 280 km norr om huvudstaden Helsingfors. Öns area är 0,9 hektar och dess största längd är 170 meter i sydväst-nordöstlig riktning.